# Josephine Hull
Marie Josephine Hull (născută Sherwood;n. 3 ianuarie 1877, Newtonville⁠(d), Newton⁠(d), Massachusetts, SUA – d. 12 martie 1957, New York City, New York, SUA) a fost o actriță și regizoare americană de teatru și film. A câștigat un premiu Oscar la categoria „cea mai bună actriță în rol secundar” pentru rolul din filmul Harvey (1950). A fost uneori menționată sub numele Josephine Sherwood.

## Biografie
Hull s-a născut pe 3 ianuarie 1877 în Newtonville, Massachusetts⁠(d), unul dintre cei patru copii ai cuplului William H. Sherwood și Mary Elizabeth „Minnie” Tewkesbury. Aceasta apare în recensământul din 1910 cu altă vârstă decât cea adevărată.

## Cariera
Hull a debutat pe scenă în 1905 și s-a căsătorit cu actorul Shelley Hull⁠(d) (fratele mai mare al actorului Henry Hull⁠(d)) în 1910. După moartea prematură a soțului său, aceasta s-a retras din teatru până în 1923. Când a revenit pe scenă, a activat sub numele Josephine Hull. Cuplul nu a avut copii.
Primul său succes a fost piesa de teatru Craig's Wife⁠(d) (1926), câștigătoare a premiului Pulitzer, scrisă de dramaturgul George Kelly⁠(d). A scris un rol special pentru ea în piesa Daisy Mayme. A continuat să lucreze în teatrul newyorkez pe parcursul anilor 1920. În anii 1930 și 1940, Hull a apărut în trei piese de succes pe Broadway: You Can't Take It with You⁠(d) (1936), Arsenic and Old Lace⁠(d) (1941) și Harvey⁠(d) (1944). Ultima sa piesă pe Broadway - The Solid Gold Cadillac (1954–55) - a fost ecranizată în 1956⁠(d) și a avut-o pe Judy Holliday în rolul principal.
Hull a avut doar șapte roluri de film pe parcursul carierei sale. A avut un rol minor în filmul Get Your Man, apoi a apărut în The Bishop's Candlesticks în 1929. Au urmat două filme pentru Fox - After Tomorrow⁠(d) și Careless Lady⁠(d) (ambele în 1932).
Hull a interpretat-o pe mătușa Abby, una dintre cele două surori Brewster, în versiunea cinematografică din 1944 a piesei Arsenic and Old Lace. A urmat rolul din versiunea cinematografică a piesei de teatru Harvey și a fost nominalizată la premiul Oscar la categoria „cea mai bună actriță în rol secundar”. Variety a lăudat interpretarea sa într-o recenzie din 1949.
După Harvey, Hull a mai realizat un singur film - The Lady from Texas (1951). A apărut și în versiunea CBS-TV a lungmetrajului Arsenic and Old Lace în 1949.

## Moartea
Hull a murit pe 12 martie 1957 la vârsta de 80 de ani din cauza unei hemoragii cerebrale.

## Filmografie

### Broadway
- The Law and the Man (Dec 20, 1906 – Feb 1907, sub numele Josephine Sherwood) Rol: Cosette (Replacement)
- The Bridge (Sep 4, 1909 – Oct 1909, sub numele Josephine Sherwood)
- Neighbors  (Dec 26, 1923 – Ian 1924, sub numele Josephine Hull) Rol: Mrs. Hicks
- Fata Morgana (Mar 3, 1924 – Sep 1924) Rol: George's Mother
- Rosmersholm (Mai 5, 1925 – Mai 1925) Rol: Madame Helseth
- Craig's Wife (Oct 12, 1925 – Aug 1926) Rol: Mrs. Frazier
- Daisy Maime  (Oct 25, 1926 – Ian 1927) Rol: Mrs. Olly Kipax
- The Wild Man of Borneo (Sep 13, 1927 – Sep 1927) Rol: Mrs. Marshall
- March Hares  (Apr 2, 1928 – Apr 1928) Rol: Mrs. Ianet Rodney
- The Beaux Stratagem (Jun 4, 1928 – Jun 1928) Rol: Servant in the Inn
- Hotbed (Nov 8, 1928 – Nov 1928) Rol: Hattie
- Before You're 25 (Apr 16, 1929 – Mai 1929) Rol: Cornelia Corbin
- Those We Love (Feb 19, 1930 – Apr 1930) Rol: Evelyn
- Midnight (Dec 29, 1930 – Feb 1931) Rol: Mrs. Weldon
- Unexpected Husband (Jun 2, 1931 – Sep 1931) Rol: Mrs. Egbert Busty
- After Tomorrow (Aug 26, 1931 – Nov 1931) Rol: Mrs. Piper
- A Thousand Summers (Mai 24, 1932 – Jul 1932) Rol: Mrs. Thompson
- American Dream (Feb 21, 1933 – Mar 1933) Rol: Martha, Mrs. Schuyler Hamilton
- A Divine Drudge (Oct 26, 1933 – Nov 1933) Rol: Frau Klapstuhl
- By Your Leave (Ian 24, 1934 – Feb 1934) Rol: Mrs. Gretchell
- On to Fortune (Feb 4, 1935 – Feb 1935) Rol: Miss Hedda Sloan
- Seven Keys to Baldpate (Mai 27, 1935 – Jun 1935) Rol: Mrs. Quinby
- Night In the House (Nov 7, 1935 – Nov 1935) Rol: Lucy Amorest
- You Can't Take It with You (Dec 14, 1936 – Dec 3, 1938) Rol: Penelope Sycamore
- An International Incident (Apr 2, 1940 – Apr 13, 1940) Rol: Mrs. John Wurthering Blackett
- Arsenic and Old Lace (Ian 10, 1941 – Jun 17, 1944) Rol: Abby Brewster
- Harvey (Nov 1, 1944 – Ian 15, 1949) Rol: Veta Louise Simmons
- Minnie and Mr. Williams (Oct 27, 1948 – Oct 30, 1948) Rol: Minnie
- The Golden State (Nov 25, 1950 – Dec 16, 1950) Rol: Mrs. Morenas
- Whistler's Grandmother (Dec 11, 1952 – Ian 3, 1953) Rol: Kate
- The Solid Gold Cadillac  (Nov 5, 1953 – Feb 12, 1955) Rol: Mrs. Laura Partridge

### Filme
| An   | Titlu                     | Rol                  | Award |
| ---- | ------------------------- | -------------------- | --- |
| 1927 | Get Your Man              | nemenționat          | |
| 1929 | The Bishop's Candlesticks | Persone              | Scurtmetraj                                                                                               |
| 1932 | After Tomorrow            | Dna. Piper           | |
| 1932 | Careless Lady             | mătușa Cora          | |
| 1944 | Arsenic and Old Lace      | mătușa Abby Brewster | |
| 1950 | Harvey                    | Veta Louise Simmons  | Academy Award for Best Supporting Actress Golden Globe Award for Best Supporting Actress - Motion Picture |
| 1951 | The Lady from Texas       | Miss Birdie Wheeler  | |